# 花川仁教
花川 仁教（はなかわ きみのり、1984年12月12日 - ）は、日本の元俳優、スタントマン。和歌山県出身。千葉県浦安市在住。元ジャパンアクションエンタープライズ所属。

## 出演

### テレビドラマ
- 陽炎の辻3 〜居眠り磐音 江戸双紙〜（2009年4月18日 - 8月8日、NHK）
- 龍馬伝（2010年1月3日 - 11月28日、NHK） - 安岡嘉助 役
- サラリーマン金太郎 第2シリーズ（2010年1月8日 - 3月12日、テレビ朝日）
- まっつぐ〜鎌倉河岸捕物控〜（2010年4月17日 - 8月14日、NHK） - 定吉 役

### 特撮テレビドラマ
- 仮面ライダーシリーズ（テレビ朝日） 
  - 仮面ライダーキバ（2008年 - 2009年）
  - 仮面ライダーディケイド（2009年）
  - 仮面ライダーW（2009年 - 2010年）
- スーパー戦隊シリーズ（テレビ朝日）
  - 特捜戦隊デカレンジャー（2004年 - 2005年）
  - 魔法戦隊マジレンジャー（2005年 - 2006年）
  - 轟轟戦隊ボウケンジャー（2006年 - 2007年）
  - 侍戦隊シンケンジャー（2009年 - 2010年）
  - 天装戦隊ゴセイジャー（2010年 - 2011年）

### 映画
- 劇場版 仮面ライダーカブト GOD SPEED LOVE（2006年8月5日）[1]※ノンクレジット
- 吉祥天女（2007年6月30日）
- 椿三十郎（2007年12月1日）
- ピューと吹く!ジャガー THE MOVIE（2008年1月12日）
- 劇場版 仮面ライダーディケイド オールライダー対大ショッカー（2009年8月8日）
- 侍戦隊シンケンジャー 銀幕版 天下分け目の戦（2009年8月8日）
- 天装戦隊ゴセイジャーVSシンケンジャー エピックon銀幕（2011年1月22日）
- 漫才ギャング（2011年3月19日） - スカルキッズ 役
- 探偵はBARにいる（2011年9月10日） - 塾生 役

### 舞台
- Endless SHOCK 2006（2006年2月6日 - 3月29日）
- ミュージカル「エア・ギア」vs. BACCHUS Top GearRemix（2010年4月9日 - 16日、日本青年館大ホール）
- 天聖八剣伝（2010年6月19日 - 27日、天王洲銀河劇場）
- BLEACH連載10周年記念公演「ROCK MUSICAL BLEACH」（2011年8月 - 、シアタークリエ）

### Vシネマ
- 仮面ライダーW RETURNS 仮面ライダーエターナル（2011年）

### CM
- グリコ メンズポッキー